# کنت هگان
کنت هگان (به انگلیسی: Kenneth Hegan؛ زادهٔ ۲۴ ژانویه ۱۹۰۱) بازیکن فوتبال اهل کشور انگلستان است که سابقهٔ بازی در تیم ملی فوتبال انگلستان را در کارنامهٔ خود دارد. وی در تاریخ ۱۹ مارس ۱۹۲۳ نخستین بازی ملی خود را در مقابل تیم ملی فوتبال بلژیک انجام داد و با حضور در ۴ بازی ملی، در تاریخ ۱ نوامبر ۱۹۲۳ واپسین بازی ملی‌اش را در برابر تیم ملی فوتبال بلژیک برگزار کرد. این بازیکن توانسته در بازی‌های ملی، ۴ گل به ثمر برساند.